# Rio Calavon
O rio Calavon é um rio dos departamentos de Alpes-de-Haute-Provence e Vaucluse, no sudeste da França. É afluente do rio Durance, e portanto sub-afluente do rio Ródano, entre o Luberon e os Monts de Vaucluse.
Ao longo do percurso passa por:
- Alpes-de-Haute-Provence: Banon, Simiane-la-Rotonde, Oppedette,
- Vaucluse: Viens
- Alpes-de-Haute-Provence: Céreste
- Vaucluse: Saint-Martin-de-Castillon, Castellet, Saignon, Caseneuve, Apt, Bonnieux, Roussillon, Goult, Ménerbes, Beaumettes, Oppède, Maubec, Robion, Cavaillon, Caumont-sur-Durance